# Seguí
Seguí är en ort i Argentina.   Den ligger i provinsen Entre Ríos, i den centrala delen av landet, 300 km nordväst om huvudstaden Buenos Aires. Seguí ligger 102 meter över havet och antalet invånare är 3 646.
Terrängen runt Seguí är platt. Närmaste större samhälle är Crespo, 18,9 km väster om Seguí.
Trakten runt Seguí består till största delen av jordbruksmark. Runt Seguí är det glesbefolkat, med 9 invånare per kvadratkilometer.